# Mladen Čačič
Mladen Čačič (ur. 31 marca 1976), piłkarz ręczny pochodzący z Bośni i Hercegowiny, prawy rozgrywający.
Jest wychowankiem Borac Banja Luka. Występował w klubach RK Željezničar (Jugosławia), HK Lovćen Cetinje (Czarnogóra), TV Jahn Duderstadt (Niemcy), Octavio-Pilotes Posada (Hiszpania), IFK Ystad HK (Szwecja), Vive Kielce. Do kieleckiego klubu przyszedł z ÍBV Islandia, w którym zdobył tytuł króla strzelców ligi islandzkiej.
Čačič jest reprezentantem Bośni i Hercegowiny.
Ma 196 cm wzrostu i waży 94 kg.